# Assedio di Saluzzo (1336)
L'assedio di Saluzzo del 1336 fu un episodio della guerra di successione del Marchesato di Saluzzo.

## Contesto storico
Manfredo IV di Saluzzo aveva avuto un figlio, Manfredo in seconde nozze con Isabella Doria, che era stato nominato suo erede, tuttavia fu sconfitto dal fratellastro Federico I di Saluzzo nel 1334 che ottenne il governo del marchesato. 
Federico mori presto, lo stesso anno, e lasciò la situazione in mano al figlio Tommaso II di Saluzzo, che dovette fronteggiare l'esercito angioino radunato dallo zio, che osteggiava la successione.

## Assedio
Dal 7 al 14 aprile del 1336 l'esercito finanziato da Roberto I di Napoli marciò su Saluzzo. Il signore Tommaso II fece bruciare la città affinché non restasse nulla di cui lo zio potesse impadronirsi, tuttavia a causa della pressione delle truppe angioine, il popolo saluzzese chiese al marchese di arrendersi e così fece. 
Manfredo V ottenne il trono ma lo dovette credere del 1342, a Tommaso a causa della decadenza del re di Napoli che non era più in grado di finanziare un'armata in grado di difendere Manfredo dagli attacchi degli alleati di Tommaso.